# Huasampillia terribilis
Huasampillia terribilis is een hooiwagen uit de familie Gonyleptidae.